# Sandracottus
Sandracottus is een geslacht van kevers uit de familie  waterroofkevers (Dytiscidae).
Het geslacht is voor het eerst wetenschappelijk beschreven in 1882 door Sharp.

## Soorten
Het geslacht omvat de volgende soorten:
- Sandracottus angulifer Heller, 1934
- Sandracottus bakewellii (Clark, 1864)
- Sandracottus bizonatus Régimbart, 1899
- Sandracottus chevrolati (Aubé, 1838)
- Sandracottus dejeanii (Aubé, 1838)
- Sandracottus femoralis Heller, 1934
- Sandracottus festivus (Illiger, 1802)
- Sandracottus guerini J.Balfour-Browne, 1939
- Sandracottus insignis (Wehncke, 1876)
- Sandracottus jaechi Wewalka & Vazirani, 1985
- Sandracottus maculatus (Wehncke, 1876)
- Sandracottus manipurensis Vazirani, 1969
- Sandracottus mixtus (Blanchard, 1843)
- Sandracottus nauticus Sharp, 1882
- Sandracottus palawanensis Satô, 1979
- Sandracottus rotundus Sharp, 1882